# Val d'Arbia
Il Val d'Arbia è una DOC riservata ad alcuni vino la cui produzione è consentita nella provincia di Siena.

## Tipologie

### Bianco

#### Caratteristiche organolettiche
- colore: giallo paglierino tenue con riflessi verdognoli.
- odore: delicato, fine, fruttato.
- sapore: asciutto, fresco, armonico.

#### Abbinamenti consigliati
A questo vino possono essere abbinate insalate di mare o comunque primi piatti con salse leggere, e secondi di pesce, ad esempio le cieche alla pisana. Va servito a una temperatura di 8-10 °C, preferibilmente in calici svasati.